# Fjällpiphare
Fjällpiphare (Ochotona alpina) är ett däggdjur som först beskrevs av Peter Simon Pallas 1773. Fjällpiphare ingår i familjen pipharar. Arten förekommer i Kazakstan, Kina, Mongoliet och Ryssland.

## Utseende
Individerna når en kroppslängd (huvud och bål) av 152 till 235 mm (sällan 251 mm) och en vikt av 226 till 360 g. Arten har 26 till 35 mm långa bakfötter och 17 till 26 mm långa öron. Några underarter är mindre än grundformen.
Pälsen på ovansidan varierar mycket mellan underarterna. Allmänt är den gulbrun till ockra-grå med några mörkare ställen på grund av mörkbruna eller svarta hårspetsar. På bålens sidor förekommer mera rödbrun päls och undersidan är täckt av ljus ockra päls med gul skugga. Före vintern blir pälsen mera gråaktig. Den största skillnaden mot sibirisk piphare består i avvikande detaljer av skallens konstruktion. Fjällpipharen har ett mera långsträckt huvud som trots allt är kraftig byggt.
Vid halsens baksida har hannar och honor en körtel och vätskan används för att markera reviret.

## Ekologi
Fjällpipharen vistas främst i taluskon och i andra klippiga områden. Den besöker även torra platser som är täckta av mossa men den undviker träskmarker. Arten lever inte heller i stora taluskon som helt saknar växtlighet. Boet ligger ofta under stenblock eller mellan trädens rötter. Utbredningsområdet ligger 400 till 2500 meter över havet.
Arten är främst dagaktiv men ibland kan den höras under natten.
Liksom andra pipharar samlar arten under sommaren växtdelar och skapar högar av hö. Högarna är även en viktig matreserv för andra däggdjur som kronhjort, ren, häst och nötkreatur. Ett föräldrapar och deras ungar etablerar ett revir som inte överlappar med reviren från andra fjällpipharar. Hannar av några underarter har komplexa läten som påminner om en sång. Dessutom finns varningsrop och andra läten. Honor har vanligen två eller ibland tre kullar per år. Antalet ungar per kull varierar beroende på utbredningsområdets höjdläge. Allmänt föds tre ungar per kull. Uppskattningsvis varar dräktigheten 30 dagar och ungarna är cirka 6 cm långa vid födelsen.

## Underarter
Arten delas in i följande underarter:
- O. a. alpina
- O. a. changaica
- O. a. cinereofusca
- O. a. sushkini

## Hot
För beståndet är inga hot kända. Hela populationen anses vara stabil. IUCN kategoriserar arten globalt som livskraftig.